# 10.000 dollari per un massacro
10.000 dollari per un massacro è uno spaghetti western del 1967, diretto da Romolo Guerrieri. Il film è il seguito non ufficiale di Django di Sergio Corbucci. Garko infatti cerca di rimarcare le caratteristiche peculiari del personaggio originariamente interpretato da Franco Nero, anche se ci sono diverse contraddizioni nella sceneggiatura. Anche Loredana Nusciak che in 10.000 dollari per un massacro fa innamorare Django, è la stessa attrice che interpreta Sole, la donna che fa invaghire l'eroe anche nell'originale Django.

## Trama
Manuel Vasquez, dopo aver scontato quattro anni di prigione, decide di vendicarsi di Mendoza, l'uomo che lo ha denunciato e costretto al carcere. Così, giunto nella sua fazenda, Manuel stermina tutti gli uomini e rapisce la figlia di Mendoza, Dolores. Il ricco proprietario terriero decide di offrire del denaro aggiuntivo alla taglia per convincere Django ad interessarsi al bandito Manuel. 

Il fotografo Fidelio

Django rifiuta, perché vuole aspettare che la taglia aumenti prima di entrare in azione, ma alcuni scagnozzi di Manuel, credendo di fare una cosa giusta, sparano a tradimento a Django, ferendolo gravemente. Salvatosi solo grazie al suo amico fotografo Fidelio, il bounty killer ora ha un valido motivo per attaccare Manuel, anche perché la taglia, più l'incentivo di Mendoza, ha raggiunto la sua "tariffa": 10.000 dollari.
Dopo aver scoperto dove si nascondeva Manuel, lo raggiunge, insieme a Fidelio, e gli rivela di essere stato colpito a tradimento. Manuel, senza esitare un attimo, uccide il suo scagnozzo che aveva sparato a Django, ritenendo lo sparare "alle spalle" cosa disonorevole, anche per un bandito. Così inizia un combattimento corpo a corpo tra Django e Manuel, che termina in un sostanziale pareggio. Manuel così, decide di offrire a Django e Fidelio una parte nella rapina ad una diligenza che sta organizzando, e Django accetta, ma impone una condizione: niente morti.

La città fantasma, covo della banda di Manuel

Manuel è d'accordo, e così preparano il piano. Quando la diligenza passa per una gola, Django fa franare delle rocce in modo da separare la scorta dalla carrozza con l'oro. Ma dopo essere giunto sul luogo dove Manuel doveva prendere l'oro, trova un vero e proprio massacro. Tra le morti nella diligenza c'era anche Mijanou, la proprietaria del saloon della città, di cui Django era invaghito. Lanciatosi all'inseguimento dei banditi scappati con l'oro, li raggiunge quella notte stessa, e di nascosto ruba il carro con l'oro, oltre a salvare anche Dolores. Quest'ultima però, innamorata del bandito, tradisce Django e permette a Manuel di raggiungerli. Così Manuel spara a Fidelio e seppellisce Django lasciandogli libera solo la testa, affinché muoia disidratato. Ma Fidelio, gravemente ferito, riesce a liberare Django, prima di morire dissanguato. Django così, raggiunge il bandito nel suo covo, uccide prima tutti i membri della banda, poi il padre di Manuel, "Polvere di stelle", e, infine, Manuel.

## Distribuzione
All'estero il film è uscito come:
- 10.000 blutige Dollar 	(Germania)

Manuel con "Polvere di stelle"

Con questo sole avrai un'abbronzatura perfetta quando ti presenterai all'inferno!!!

- 10.000 dollars död eller levande (Svezia)
- An eisai zontanos, htypa (Grecia)
- Guns of Violence / Ten Thousand Dollars for a Massacre (USA)

## Colonna sonora
La colonna sonora del film è di Nora Orlandi.
1. 10.000 dollari per un massacro – 2:16
2. Il socio – 2:02
3. Tradimento – 1:16
4. Criminali – 0:57
5. Rapimento – 1:46
6. La figlia – 1:05
7. Il padre – 1:22
8. La promessa – 1:21
9. Django per 10.000 dollari – 1:36
10. Denaro – 1:34
11. La missione – 0:49
12. Pajarito – 1:08
13. Il massacro – 2:06
14. Il socio – 1:17
15. La ragazza – 2:04
16. Il massacro – 1:53
17. Liberazione – 4:19
18. Oro insanguinato – 2:07